# Viabon
Viabon is een plaats en voormalige gemeente in het Franse departement Eure-et-Loir in de regio Centre-Val de Loire en telt 248 inwoners (1999).De plaats maakt deel uit van het arrondissement Chartres.

## Geschiedenis
Op 1 januari 2016 is Viabon gefuseerd met de gemeenten Baignolet, Fains-la-Folie en Germignonville tot de gemeente Eole-en-Beauce. 

## Geografie
De oppervlakte van Viabon bedraagt 36,5 km², de bevolkingsdichtheid is 6,8 inwoners per km².
De onderstaande kaart toont de ligging van Viabon met de belangrijkste infrastructuur en aangrenzende gemeenten.

## Demografie
Onderstaande figuur toont het verloop van het inwonertal (bron: INSEE-tellingen).